# مارکوس باغداتیس
مارکوس باغداتیس (به یونانی: Μάρκος Παγδατής) (زاده ۱۷ ژوئن ۱۹۸۵ - پارامیاتا) تنیس‌باز اهل کشور قبرس است.
باغداتیس در مسابقات بین‌المللی مهمی شرکت کرده است که می‌توان به کسب نایب قهرمانی مسابقات تنیس آزاد استرالیا در سال ۲۰۰۶ اشاره کرد، بهترین رتبه وی در رتبه‌بندی جهانی تنیس ۸ (۲۱ آگوست ۲۰۰۶) بوده است.